# Bijela Gora
Bijela Gora este un sat din comuna Ulcinj, Muntenegru. Conform datelor de la recensământul din 2003, localitatea are 23 de locuitori (la recensământul din 1991 erau 20 de locuitori).

## Demografie
În satul Bijela Gora locuiesc 15 persoane adulte, iar vârsta medie a populației este de 34,3 de ani (33,1 la bărbați și 35,4 la femei). În localitate sunt 7 gospodării, iar numărul mediu de membri în gospodărie este de 3,29.
Populația localității este foarte eterogenă.
|  |

| Demografie | Demografie | Demografie |
| An         | Locuitori  | Locuitori  |
| ---------- | ---------- | ---------- |
|            |            |            |
|            |            |            |
|            |            |            |
|            |            |            |
| 1948       | 101        |            |
| 1953       | 144        |            |
| 1961       | 224        |            |
| 1971       | 214        |            |
| 1981       | -          |            |
| 1991       | 20         | 15         |
| 2003       | 24         | 23         |

| \| Componența etnică conform recensământului din 2003[2] \| Componența etnică conform recensământului din 2003[2] \| Componența etnică conform recensământului din 2003[2] \| Componența etnică conform recensământului din 2003[2] \| Componența etnică conform recensământului din 2003[2] \| \| ----------------------------------------------------- \| ----------------------------------------------------- \| ----------------------------------------------------- \| ----------------------------------------------------- \| ----------------------------------------------------- \| \| \| \| \| \| \| \| Albanezi \| Albanezi \| \| 12 \| 52,17% \| \| Sârbi \| Sârbi \| \| 7 \| 30,43% \| \| Muntenegreni \| Muntenegreni \| \| 2 \| 8,69% \| \| Bosniaci \| Bosniaci \| \| 2 \| 8,69% \| \| necunoscută \| necunoscută \| \| 0 \| 0% \| |              |  |    |        |
| Componența etnică conform recensământului din 2003 |              |  |    |        |
| |              |  |    |        |
| Albanezi | Albanezi     |  | 12 | 52,17% |
| Sârbi | Sârbi        |  | 7  | 30,43% |
| Muntenegreni | Muntenegreni |  | 2  | 8,69%  |
| Bosniaci | Bosniaci     |  | 2  | 8,69%  |
| necunoscută | necunoscută  |  | 0  | 0%     |